# Valentinus Saeng
Valentinus Saeng (ur. 28 października 1969 w Keramuk) – indonezyjski duchowny katolicki, biskup Sanggau od 2022.

## Życiorys
Święcenia kapłańskie otrzymał 26 września 1998 w zakonie pasjonistów. Pracował głównie w zakonnych placówkach formacyjnych. W 2016 został mianowany dyrektorem ośrodka duchowości w Malang.
18 czerwca 2022 papież Franciszek mianował go ordynariuszem diecezji Sanggau. Sakry udzielił mu 11 listopada 2022 nuncjusz apostolski w Indonezji – arcybiskup Piero Pioppo.